# Louis Eugène Péronne
Pour les articles homonymes, voir Péronne.
Louis Eugène Péronne, né à Vouziers le 20 janvier 1832 et mort à Paris le 23 septembre 1892, est un homme politique français, élu des Ardennes.

## Biographie
Notaire à Grandpré de 1860 à 1875, il est élu député de l'arrondissement de Vouziers aux élections du 14 octobre 1877, et n'est pas réélu en 1881. Il prend place sur les bancs de la gauche républicaine.
Le 17 septembre 1882, Péronne est élu sénateur en remplacement de Toupet des Vignes, décédé, et siège au Sénat sans interruption, jusqu'à sa mort.
Il représente pendant 22 ans le canton de Grandpré au Conseil général des Ardennes, dont il est le vice-président. Il est également maire de Vouziers.
Après une première cérémonie funèbre à Grandpré — où il a occupé le poste de maire pendant un certain temps —, Péronne est inhumé à Vouziers.

## Source
- « Louis Eugène Péronne », dans Adolphe Robert et Gaston Cougny, Dictionnaire des parlementaires français, Edgar Bourloton, 1889-1891 [détail de l’édition]
- « Louis Eugène Péronne », dans le Dictionnaire des parlementaires français (1889-1940), sous la direction de Jean Jolly, PUF, 1960 [détail de l’édition]